# Кіровське газове родовище
Кіровське газове родовище — газове родовище Причорноморсько-Кримської нафтогазоносної області Південного нафтогазоносногу регіону України.

## Опис
Розташоване поблизу села Кіровське Чорноморського району Криму. Приурочене до Кіровсько-Карлавської зони складок центр. частини Каркінітсько-Північно-Кримського прогину. Виявлене в 1958 р. Структура — вузька асиметрична антикліналь широтного простягання 3,8х0,8 км висотою понад 30 м. Припливи газу одержані з газових покладів палеоцену в інтервалі глибин 976—1020 м. Скупчення газу склепінчасті. Вмісні газові поклади- органогенно-детритові вапняки палеоцену. Запаси незначні — близько 140 млн м³. Доцільна розробка для місцевих потреб.